# 염막포항
염막포항은 경상남도 거제시 둔덕면 술역리에 있는 어항이다. 2003년 2월 3일 어촌정주어항으로 지정하여 관리하고 있다. 시설관리자는 거제시장이다.

## 연혁
- 염막포는 송포 동쪽 바닷가에 소금밭과 막사가 있었다고 하여 유래된 명칭이다.

## 어항 구역
- 수역: 23,500m2(거제시 둔덕면 술역리 943-2번지 수역)
- 육역: 4,000m2

## 시설
- 선착장

## 주요 어종
- 장어, 굴, 멍게, 감성돔, 노래미